# Saint Dymphna
Saint Dymphna è il quarto album autoprodotto del gruppo musicale sperimentale statunitense Gang Gang Dance, pubblicato nel 2008 da The Social Registry. Ha ricevuto recensioni positive dalla critica.
La costruzione musicale di Desert Storm esplora idee di diversi generi ed è tipica dello stile compositivo del gruppo. La canzone esemplifica anche la diversa consegna vocale di Liz Bougatsos.
La risposta dei media a Saint Dymphna è stata generalmente positiva; il sito web di aggregazione Metacritic ha riportato una valutazione normalizzata di 78 su 100 nell'ottobre 2008 sulla base di 27 recensioni critiche. John Semple di Drowned in Sound ha elogiato l'espansione della sua tavolozza sonora di Gang Gang Dance e ha osservato che l'album offre "autentici momenti di speranza e salvezza tra i disordini". Marc Masters di Pitchfork ha affermato che "la nuova chiarezza non produce né magrezza né tedio, ma semplicemente un potere diretto e non alterato". Thom Jurek di AllMusic ha spiegato che il disco è unico e il progetto più completo realizzato della band fino ad oggi. Questi commenti positivi sono stati incapsulati da Jody White dei No Ripcord, che ha dato all'album una valutazione massima di dieci su dieci lodando la band per un album memorabile pieno di suoni stimolanti e che definiscono il genere.
M. Clark di Slant Magazine ha dato a Saint Dymphna una valutazione di tre stelle e mezza su cinque, una delle più basse che ha ricevuto da importanti pubblicazioni, e ha commentato che l'energia di Gang Gang Dance "spesso cade piatta e il loro eclettismo è più distraente che convincente ". Maddy Costa di The Guardian ha anche suggerito che l'album è eclettico, ma gli ha dato una valutazione favorevole concludendo che è "arrangiato con precisione squisita". Reed Fischer di Paste ha affermato che il disco è "un progetto pericolosamente sano per i produttori che cercano di catturare ciò che sembra" futuristico "in questo momento". Saint Dymphna è stata al primo posto nelle migliori liste di album di fine anno per il 2008, in particolare al numero tre di Cokemachineglow, al numero cinque di The Wire, al numero nove di Tiny Mix Tapes, e al numero 13 di Drowned in Sound. È stato nominato Miglior Album del 2008 da FACT.

## Tracce
1. Bebey – 4:53
2. First Communion – 3:05
3. Blue Nile – 3:10
4. Vacuum – 4:13
5. Princes (featuring Tinchy Stryder) – 4:26
6. Inners Pace – 4:16
7. Afoot – 3:25
8. House Jam – 4:45
9. Interlude (No Known Home) – 1:16
10. Desert Storm – 5:10
11. Dust – 5:30